# Dornasa alfa

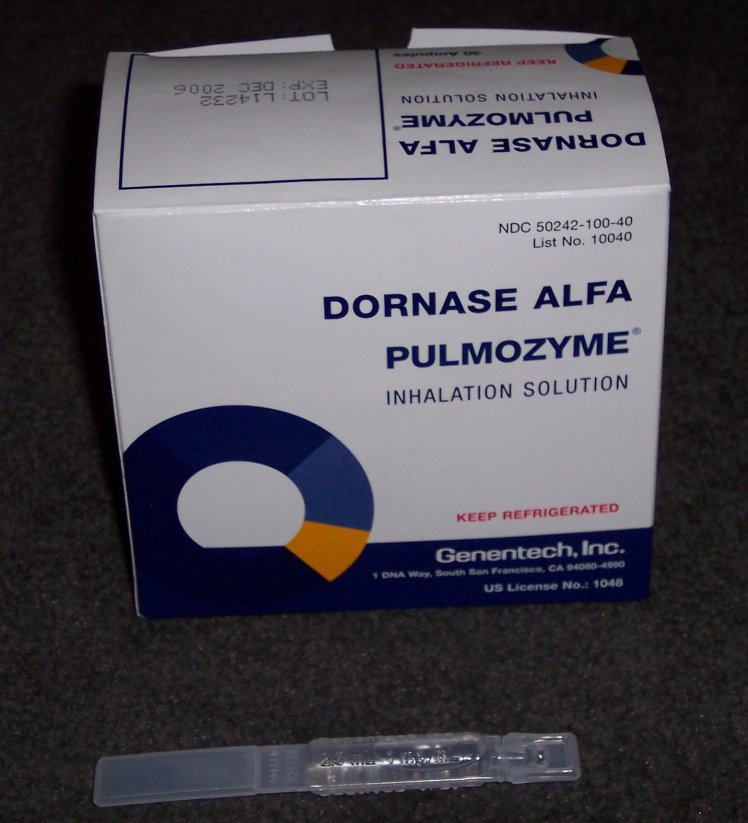
Una caja de Pulmozyme de Genentech

Dornasa alfa (Nombre comercial :Pulmozyme del laboratorio Genentech) es una solución altamente purificada de desoxirribonucleasa I (DNasa hr) recombinante humana, una enzima que separa selectivamente moléculas de ADN que disminuye la viscosidad de las mucosidades, favoreciendo la movilización de estas secreciones y bajando la probabilidad de infecciones y/o daño.

## Mecanismo de acción
La DNasa humana recombinante DNasa HR I es una versión obtenida mediante ingeniería genética de la enzima humana natural que degrada el ADN extracelular. La retención de secreciones purulentas viscosas en las vías respiratorias contribuye a reducir la función pulmonar y a exacerbar las infecciones (como por ejemplo las de Pseudomonas aeruginosa). Estas secreciones purulentas contienen concentraciones muy elevadas de ADN extracelular, un polianión viscoso liberado por la degradación de los leucocitos que se acumula como respuesta a la infección.
La Dornasa alfa hidroliza el ADN proveniente de estos leucocitos degradados del esputo, reduciendo en gran medida la viscoelasticidad de las mucocidades que se forma, principalmente (aunque no exclusivamente) en pacientes con fibrosis quística.

## En fibrosis quística
La dornasa alfa es el agente terapéutico mucolítico más reciente desarrollado con este mecanismo básico de acción. Antes de la clonación de la enzima humana, la versión bovina de esta enzima estuvo en el mercado muchos años, pero a pesar de su utilidad, esta se vio severamente limitada por la inherente respuesta antigénica a una proteína de vaca en los pulmones de los pacientes. Otras DNasas, como ADNasa II , tienen un atractivo potencial terapéutico, pero no se han lanzado al mercado nuevas DNasas, para la fibrosis quística.
La dornasa alfa es un medicamento huérfano.